# Йото Рашайков
Панайот (Йото) Рашайков е български революционер, селски войвода на Вътрешната македоно-одринска революционна организация.

## Биография
Йото Рашайков е роден в костурското село Вишени, тогава в Османската империя, днес в Гърция. Негов роднина е войводата Кольо Рашайков. Присъединява се към ВМОРО и е определен за ръководител на селската чета във Вишени. На 27 март 1903 година четата на Иван Попов е предадена от гъркоманката Грозда Гульова и е обградена от турски аскер, селската чета от Вишени се притича на помощ. Йото Рашайков е ранен, но е прибран във Вишени и напълно излекуван. По време на Илинденско-Преображенското въстание от лятото на 1903 година повторно ръководи селската чета, която по-късно се влива в отряда на Иван Попов. На 23 юли (стар стил) води сражение с турския аскер идващ по пътя от Кайляри към Клисура.